# 27 de junio
El 27 de junio es el 178.º (centésimo septuagésimo octavo) día del año en el calendario gregoriano y el 179.º en los años bisiestos. Quedan 187 días para finalizar el año.

## Acontecimientos
- 1358: nace la República de Dubrovnik.
- 1410: en Málaga (España), las tropas nazaritas incendian las torres de combate cristianas que mantenían el asedio a Antequera.
- 1506: se firma la Concordia de Villafáfila en la localidad zamorana de Villafáfila.
- 1542: Juan Rodríguez Cabrillo reclama la soberanía española de California.
- 1706: en España ante el sesgo que toma la Guerra de sucesión se anuncia el traslado de la Corte de Madrid a Burgos.
- 1709: Pedro el Grande derrota a Carlos XII de Suecia en la Batalla de Poltava.

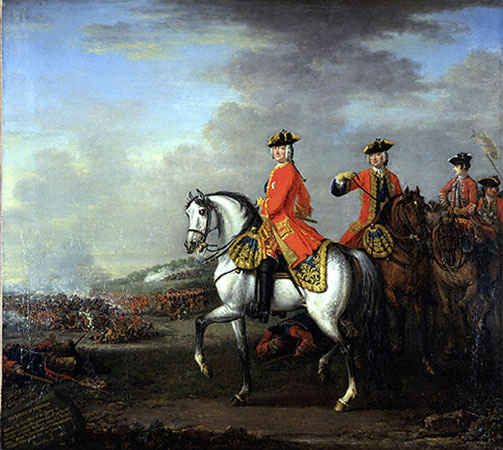
Jorge II en la batalla de Dettingen.

- 1743: Guerra de Sucesión Austriaca: Batalla de Dettingen: en el campo de batalla de Bavária, Jorge II de Gran Bretaña en persona lidera las tropas a la batalla. Es la última vez que un rey británico comanda sus tropas en el campo de batalla.
- 1759: el general James Wolfe inicia el asedio de Quebec.
- 1806: en el marco de las Invasiones inglesas al Río de la Plata, la ciudad de Buenos Aires es ocupada por tropas británicas.
- 1818: en Caracas (Venezuela) se imprime el primer ejemplar del periódico Correo del Orinoco, fundado por Simón Bolívar.
- 1839: en Buenos Aires (Argentina) es asesinado el político Manuel Vicente Maza por conspirar contra el Gobierno popular de Juan Manuel de Rosas.
- 1871: en Japón, el yen se convierte en la moneda nacional.
- 1893: crash de la Bolsa de Nueva York.
- 1904: en el marco de la guerra ruso-japonesa se produce la batalla del Paso Motien entre tropas del Ejército imperial japonés bajo el mando del general Kuroki Tamemoto y las del Ejército imperial ruso al mando del general Fedor Keller, por el control de un paso estratégico entre montañas de la carretera principal que une la costa y Liaoyang (Manchuria).
- 1905: Guerra ruso-japonesa: los marineros del acorazado Potemkin se amotinan, denunciando los crímenes de autocracia y pidiendo el fin de la guerra.
- 1917: Grecia le declara la guerra al Imperio alemán, el Imperio austrohúngaro, el Imperio otomano y Bulgaria.
- 1941: en la Unión Soviética ―en el marco de la Segunda Guerra Mundial― las tropas alemanas nazis capturan la ciudad de Białystok durante la Operación Barbarroja.
- 1942: en Argentina, el presidente Roberto Marcelino Ortiz de la UCR-A renuncia, asumiendo el conservador Ramón S. Castillo.
- 1942: Vito Dumas inicia su viaje alrededor del mundo por la ruta del paralelo 40 (Los cuarenta bramadores), hazaña que le insumió 401 días de navegación solitaria.
- 1944: Puesta en marcha en Argentina del primer motor de aviación de 450 hp, I.Ae. 16 El Gaucho, diseñado y construido por la Fábrica Militar de Aviones. Equipará al avión entrenador avanzado I.Ae. 22 DL.
- 1947: en Uccle (Bélgica) se registra la temperatura más alta en la Historia de ese país: 38,8 °C (102 °F).
- 1947: se inicia la conferencia de París, reunión celebrada entre los ministros de Asuntos Exteriores de la Unión Soviética (Molotov), Gran Bretaña y Francia para tratar sobre el plan Marshall.
- 1950: el Gobierno de Estados Unidos decide enviar tropas para combatir en la guerra de Corea.
- 1954: se produce la llamada batalla de Berna, el partido disputado entre las selecciones de Hungría y Brasil en los cuartos de final de la Copa Mundial de Fútbol de 1954.
- 1954: en Obninsk, cerca de Moscú (Unión Soviética) se abre la primera central nuclear.
- 1954: en Guatemala renuncia el presidente constitucional Jacobo Árbenz, y nombra como sucesor a Carlos Díaz, al enterarse de que un grupo de guatemaltecos ―entrenados y armados por la CIA (Agencia Central de Inteligencia estadounidense)― prepara una guerra civil y un golpe de Estado.
- 1957: en España, la empresa Seat pone a la venta el coche 600.
- 1958: en el atolón Bikini (islas Marshall, en medio del océano Pacífico), Estados Unidos detona su bomba atómica Redwood, de 412 kilotones. Es la bomba n.º 140 de las 1132 que Estados Unidos detonó entre 1945 y 1992.
- 1958: en el atolón Enewetak (354 km al oeste del atolón Bikini), Estados Unidos detona su bomba atómica n.º 141: Elder, de 880 kilotones.
- 1961. Se crea en Argentina el Centro de Experimentación y de Lanzamiento de Proyectiles Autopropulsados (C.E.L.P.A.) por Decreto Nº5270, BAC Nº149). Se fija su asiento en Chamical, Provincia de La Rioja. El 23 de junio de 1970 se le otorga el nombre de C.E.L.P.A.-Chamical (Resolución Nº214, BAR Nº1766).
- 1963: lanzamiento del satélite estadounidense de observación nuclear Hitch Hiker 1.
- 1964: En la Ciudad de México el calendario azteca es llevado desde el Zócalo al Museo Nacional Antropológico de México.
- 1970: en Buenos Aires (Argentina) ―en el marco de la dictadura de Alejandro Agustín Lanusse―, la Cooperativa de Crédito Viamonte entra en una quiebra fraudulenta y estafa a todos sus ahorristas.
- 1973: golpe de Estado en Uruguay: el presidente de la República, Juan María Bordaberry disuelve el parlamento con el apoyo de las fuerzas armadas.
- 1974: el presidente de los Estados Unidos Richard Nixon visita la Unión Soviética.
- 1977: Yibuti se independiza del Imperio francés.
- 1978: la Organización Internacional del Trabajo (OIT) adopta el Convenio n.º 151, que reconoce el derecho a la negociación colectiva a los trabajadores del sector público.
- 1979: en Nicaragua, los guerrilleros urbanos del FSLN en Managua realizan un repliegue táctico hacia Masaya.[1]
- 1980: en Estados Unidos, el presidente Jimmy Carter firma un proyecto de ley obligando a los hombres de 19 y 20 años a inscribirse para un llamamiento a filas en respuesta a la invasión de Afganistán por parte de los soviéticos.
- 1980: cerca de Nápoles (Italia), el Vuelo 870 de Aerolinee Itavia, un DC-9 de la compañía aérea Itavia, se estrella en el mar después de una explosión ocurrida en el aire, muriendo 81 personas. Se sospecha que una bomba o un misil fueron los causantes, pero no se ha encontrado a los culpables.
- 1982: El Transbordador espacial Columbia es lanzado desde el Centro espacial John F. Kennedy para el desarrollo final de la misión STS-4.
- 1986: en el aeropuerto madrileño de Barajas, más de una docena de personas resultan heridas al estallar una bomba oculta en una maleta que iba a ser embarcada en un avión israelí.
- 1986: en La Haya (Países Bajos), la Corte Internacional de Justicia de la ONU sentencia a Estados Unidos a pagar 17 000 millones de dólares estadounidenses a Nicaragua por haber apoyado económicamente a los Contras, lo que provocó 38 000 víctimas civiles y la destrucción de infraestructura. En septiembre de 1992, la presidenta nicaragüense Violeta Chamorro perdonará esa deuda.[2]
- 1991: Eslovenia, dos días después de declarar su independencia, es invadida por las tropas yugoslavas iniciando la Guerra de los Diez Días.
- 1995: El empresario aragonés Publio Cordón es secuestrado en Zaragoza por los GRAPO.
- 1995: en Costa Rica el Gobierno cierra los ferrocarriles para aumentar el transporte de carga por carretera.
- 2001: Rusia lanza un cohete balístico intercontinental de la clase RS-18 para probar su capacidad operativa.
- 2001: en Buenos Aires, la Fiscalía General de la República Argentina pide prisión preventiva para el expresidente Carlos Menem debido a que se comprobó que fue cómplice de las explosiones en la fábrica de armas de la ciudad de Río Tercero (para borrar las pruebas del tráfico de armas a Ecuador y Croacia), que dejaron 7 muertos y 350 heridos. En 2013 será condenado a siete años de cárcel.
- 2002: en México, se funda Chiapas Fútbol Club
- 2002: en España, el Congreso de los Diputados aprueba la Ley de Servicios de la Sociedad de la Información y del Comercio Electrónico.
- 2002: se da el debut del luchador John Cena en la WWE en el programa SmackDown
- 2004: en Uruguay se celebran elecciones internas para elegir candidatos únicos a la presidencia de la República.
- 2004: en Colombia el Independiente Medellín le gana al Atlético Nacional la única final disputada entre dos equipos de Antioquia.
- 2006: en el Estado de Texas es ejecutado el asesino serial de origen mexicano Ángel Maturino Reséndiz.
- 2006: el futbolista brasileño Ronaldo se convierte en el mayor goleador de la historia de las Copas Mundiales de Fútbol, en Alemania, ante Ghana, alcanzando los 15 goles.
- 2007: en Reino Unido, Tony Blair dimite como primer ministro.
- 2007: se produce la Masacre en el Complejo de Alemão, cuando una enorme operación enfrentó a la Policía militar con los narcotraficantes en Río de Janeiro.
- 2009: la Torre de Hércules es declarada Patrimonio de la Humanidad.
- 2013: NASA lanza al espacio Interface Region Imaging Spectrograph un satélite de observación solar
- 2015: se lleva a cabo el segundo día de la primera edición del Expo Bazar Vintage en Ciudad Juárez (México).
- 2017: En Colombia, se lleva a cabo el Fin de la entrega oficial de las armas de las FARC en el marco del proceso de paz.
- 2018: En Rusia 2018, Alemania registró la peor campaña en la historia de mundiales, quedándose en fase grupal, tras perder ante Corea del Sur
- 2020: En la República Argentina, se alcanzó los 100 días de confinamiento obligatorio (cuarentena) en marco de la pandemia de CoVid-19. Siendo una cifra récord para un país.
- 2023: en Londres, la casa de subastas Sotheby's vende la pintura Dama con abanico (1918); obra de Gustav Klimt, por un valor de £85,3 millones de libras esterlinas (U$108,4 millones de dólares) a un coleccionista hongkonés, convirtiéndola en la obra de arte más costosa jamás subastada en Europa.[3]

## Nacimientos
- 1046: Ladislao I, rey húngaro (f. 1095).
- 1350: Manuel II Paleólogo, emperador bizantino (f. 1425).
- 1430: Henry Holland, aristócrata inglés (f. 1475).
- 1462: Luis XII, rey francés (f. 1515).

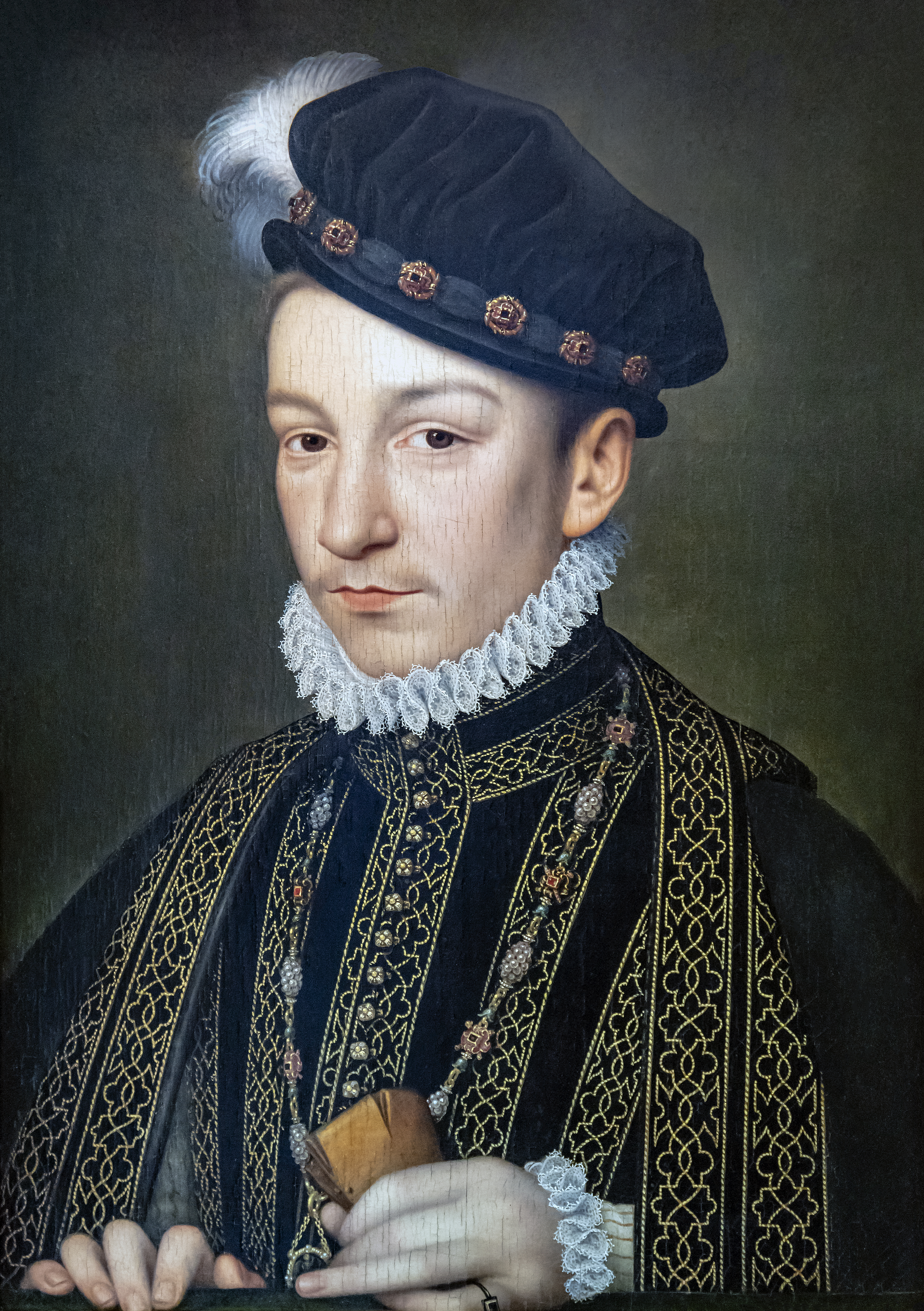
Carlos IX de Francia.

- 1550: Carlos IX, rey francés (f. 1574).
- 1628: José de Carabantes, sacerdote español (f. 1694).
- 1654: Johannes Valentinus Andreae, teólogo alemán (n. 1586).
- 1716: Luisa Diana de Orleans, aristócrata francesa (n. 1736).
- 1717: Louis Guillaume Le Monnier, botánico francés (f. 1799).
- 1740: John Latham, médico, naturalista y escritor británico (f. 1837).
- 1742: José de Iturrigaray, militar español, virrey de Nueva España entre 1803 y 1808 (f. 1815).
- 1748: Juan Pablo Vizcardo y Guzmán, escritor peruano (f. 1798).
- 1767: Alexis Bouvard, astrónomo francés (f. 1843).
- 1787: Thomas Say, naturalista, botánico y entomólogo estadounidense (f. 1834).

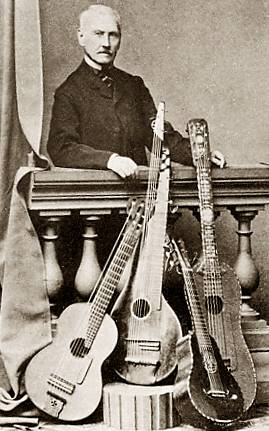
Napoléon Coste.

- 1805: Napoléon Coste, guitarrista y compositor francés (f. 1883).
- 1806: Augustus De Morgan, matemático y lógico británico (f. 1871).
- 1806: Pierre-Charles Simart, escultor francés (f. 1857).
- 1813: Otto Sendtner, botánico alemán (f. 1859).
- 1821: August Conradi, compositor alemán (f. 1873).
- 1821: Samuel Washington Woodhouse, cirujano y explorador estadounidense (f. 1904).
- 1835: Frederick Henry Harvey, empresario estadounidense (f. 1901).
- 1836: Joaquín Lemoine, revolucionario boliviano (n. 1776).
- 1838: Bankim Chandra Chattopadhyay, escritor bengalí (f. 1894).
- 1838: Paul Mauser, diseñador de armas e ingeniero alemán (f. 1914).
- 1839: George Mary Searle, astrónomo y clérigo estadounidense (f. 1918).
- 1840: Ingram Bywater, filósofo británico (f. 1914).
- 1844: Guillermo White, ingeniero argentino (f. 1926).
- 1846: Charles Stewart Parnell, líder político irlandés (f. 1891).
- 1850: Lafcadio Hearn, escritor grecoirlandés (f. 1904).
- 1850: Ivan Vazov, poeta búlgaro (f. 1921).
- 1852: Gabriel Séailles, filósofo francés (f. 1922).
- 1852: Eduardo Ladislao Holmberg, botánico, zoólogo y geólogo argentino (f. 1937).
- 1852: Juan Zoilo Acuña, médico y legislador argentino (f. 1918).
- 1854: Antonio Fabrés, pintor español (f. 1936).
- 1864: José Ladislao Andara, escritor y político venezolano (f. 1922).
- 1865: John Monash, militar australiano (f. 1931).

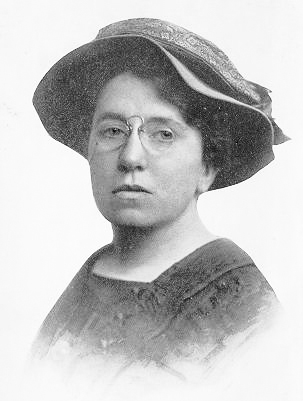
Emma Goldman.

- 1869: Emma Goldman, anarquista y feminista estadounidense de origen lituano (f. 1940).
- 1869: Hans Spemann, embriólogo alemán, premio nobel de medicina en 1935 (f. 1941).
- 1870: Jaime de Borbón y Borbón-Parma, aristócrata español (f. 1931).
- 1872: Heber Doust Curtis, astrónomo estadounidense (f. 1942).
- 1873: Lázaro Chacón González, militar y político guatemalteco, presidente de Guatemala entre 1926 y 1930 (f. 1931).
- 1878: He Xiangning, revolucionaria, feminista, pintora y poeta china (f. 1972)
- 1879: Fernando Guerrero Strachan, arquitecto español (f. 1930).
- 1880: Alejandro Giraldo, médico argentino (f. 1941).

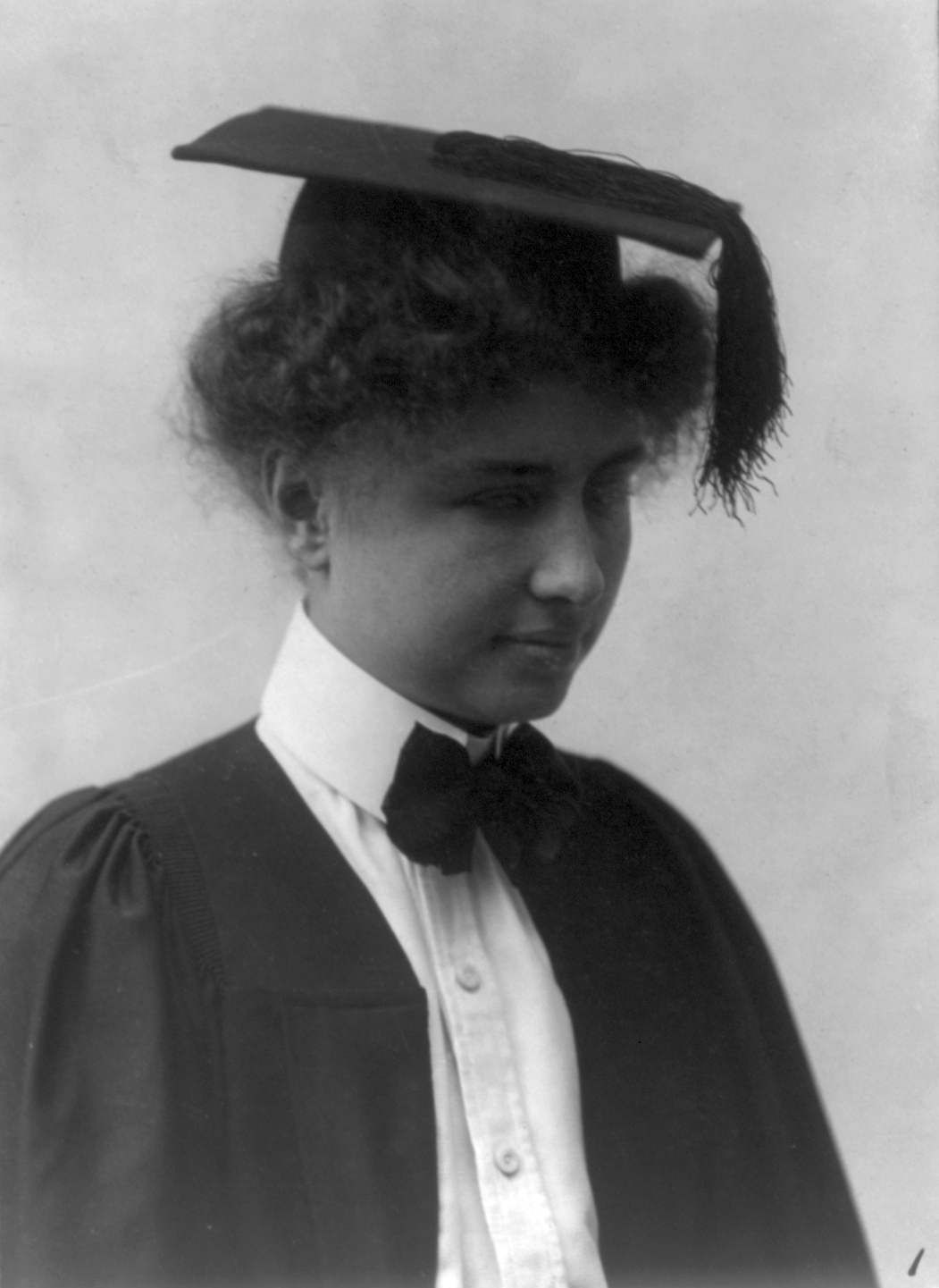
Helen Keller al momento de su graduación, 1904.

- 1880: Helen Keller, escritora, oradora y activista política sordociega estadounidense (f. 1968).
- 1881: Jérôme Carcopino, historiador francés (f. 1970).
- 1882: Mario Bravo, político argentino (f. 1944).
- 1882: Eduard Spranger, filósofo y psicólogo alemán (f. 1963).
- 1882: Natalia Sheremétievskaya, aristócrata rusa (f. 1952).
- 1884: Gaston Bachelard, filósofo y poeta francés (f. 1962).
- 1884: Forrester Harvey, actor irlandés (f. 1945).
- 1885: Pierre Montet, egiptólogo francés (f. 1966).
- 1885: Guilhermina Suggia, violonchelista portuguesa (f. 1950).
- 1888: Lewis Bernstein Namier, historiador británico (f. 1960).
- 1889: Moroni Olsen, actor estadounidense (f. 1954).
- 1889: Julio Torri, escritor mexicano (f. 1970).
- 1890: Jorge Bustos León, político chileno (f. 1955).
- 1890: Roberto Urdaneta, presidente colombiano (f. 1972).
- 1891: Vladímir Petliakov, diseñador de aviones ruso (f. 1942).
- 1893: Ivan Belov, militar soviético (f. 1938).
- 1894: Antonio Brosa, violinista español (f. 1979).
- 1895: Anna Banti, escritora italiana (f. 1985).
- 1895: Arthur Lismer, pintor canadiense (f. 1969).
- 1899: Pierre Pucheu, político francés (f. 1944).
- 1899: Juan Trippe, magnate estadounidense (f. 1981).
- 1900: Magda Portal, escritora peruana (f. 1989).
- 1902: Camille Van De Casteele, ciclista belga (f. 1961).
- 1904: Alberta Vaughn, actriz estadounidense (f. 1992).
- 1905: Lev Kassil, escritor ruso (f. 1970).
- 1906: Erich Traub, científico y virólogo alemán (f. 1985).

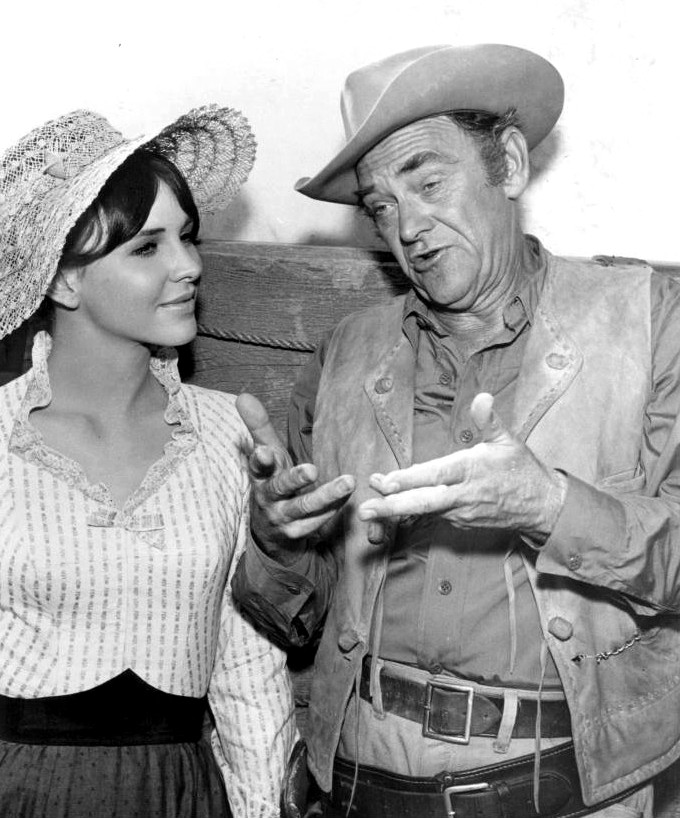
John McIntire.

- 1907: John McIntire, actor estadounidense (f. 1991).
- 1908: João Guimarães Rosa, escritor brasileño (f. 1967).
- 1908: Charles Leslie Stevenson, filósofo estadounidense (f. 1979).
- 1914: Robert Aickman, escritor británico (f. 1981).
- 1914: Giorgio Almirante, político italiano (f. 1988).
- 1914: Carlos Pareja Paz Soldán, jurista peruano (f. 1943).
- 1915: John Gregory Hawkes, botánico británico (f. 2007).
- 1915: Héctor Calegaris, regatista argentino (f. 2008).
- 1917: João Murça Pires, botánico brasileño (f. 1994).
- 1919: Manuel Ballester Boix, químico español (f. 2005).
- 1919: María del Socorro Blanc Ruiz, abogada y política mexicana (f. 2009).
- 1920: Aleksandr Molodchi, aviador militar soviético (f. 2002).
- 1920: Fernando Riera, futbolista y entrenador chileno (f. 2010).
- 1921: Kisshomaru Ueshiba, aikidōka japonés (f. 1999).
- 1922: Silvia Piñeiro, actriz chilena (f. 2003).
- 1924: Rodrigo Fernández-Carvajal, catedrático y jurista español (f. 1997).
- 1926: Eloy Linares Málaga, historiador peruano (f. 2011).

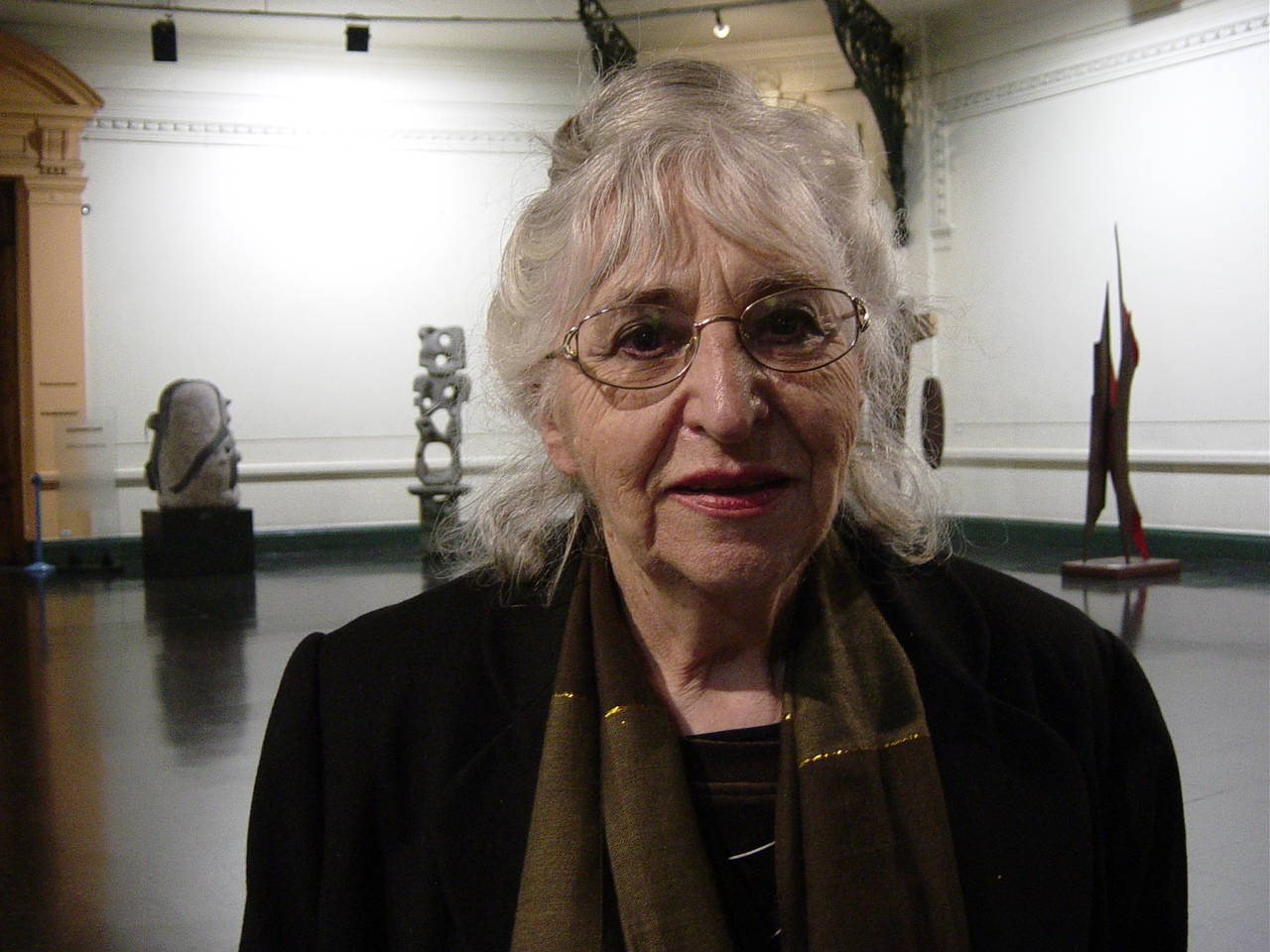
Gracia Barrios.

- 1927: Gracia Barrios, pintora chilena.
- 1927: Bob Keeshan, actor estadounidense (f. 2004).
- 1927: Cecilio Valverde Mazuelas, abogado y político español (f. 2001).
- 1928: James Lincoln Collier, periodista estadounidense.
- 1929: William Afflis, luchador y futbolista estadounidense (f. 1991).
- 1929: Modesto Llamas Gil, artista español.
- 1929: Peter Maas, periodista estadounidense (f. 2001).
- 1929: Raúl Morales Adriasola, político chileno (f. 1999).
- 1930: Augusto Olivares, periodista chileno (f. 1973).

Ross Perot.

- 1930: Ross Perot, político y empresario estadounidense (f. 2019).
- 1931: Restituto Cabrera Flores, médico y revolucionario peruano (f. 1967).
- 1931: Martinus J. G. Veltman, físico neerlandés, premio nobel de física en 1999 (f. 2021).
- 1932: Anna Moffo, soprano estadounidense (f. 2006).
- 1932: Magali Noël, actriz y cantante turcofrancesa (f. 2015).
- 1932: José Félix Pons, periodista español (f. 2013).
- 1934: Peter Shaw Ashton, botánico y conservacionista británico.
- 1934: Alberto Bevilacqua, cineasta italiano (f. 2013).
- 1934: Robert Rosen, biólogo estadounidense (f. 1998).
- 1936: Lucille Clifton, poeta estadounidense (f. 2010).
- 1936: Ricardo Ffrench-Davis, economista chileno.
- 1937: Jesús Hermida, periodista y presentador español (f. 2015).
- 1937: Vladimir Herzog, periodista brasileño (f. 1975).
- 1938: Kathryn Beaumont, actriz y cantante británica.
- 1939: Nilton César, cantautor brasileño.
- 1939: Rahul Dev Burman, compositor indio (f. 1994).
- 1939: Sergio Karakachoff, abogado, periodista y político argentino (f. 1976).
- 1940: Silvia Santelices, actriz chilena.
- 1941: José Luis Cea Egaña, abogado chileno.
- 1941: Krzysztof Kieślowski, cineasta polaco (f. 1996).
- 1941: Alfonso Núñez Lapeira, político colombiano.
- 1942: Bruce Johnston, músico estadounidense, de la banda The Beach Boys.
- 1942: Antonio Munguía, futbolista mexicano (f. 2018).
- 1942: Chris Irwin, piloto de automovilismo británico.
- 1943: Henriette Bichonnier, escritora francesa (f. 2018).
- 1943: Carlos Mejía Godoy, músico y compositor nicaragüense.
- 1943: Ángel Parra, cantautor chileno (f. 2017).
- 1944: José Jorge González, futbolista uruguayo (f. 1991).
- 1947: César Antonio Santis, conductor chileno de televisión.
- 1948: José Remesal Rodríguez, historiador español.
- 1949: Rafael Chirbes, escritor español (f. 2015).
- 1949: Dierdre Snijman, botánica surafricana.
- 1949: Francisco Serrano, poeta mexicano.
- 1949: Vera Wang, patinadora y diseñadora estadounidense.
- 1950: Eulogio Díaz del Corral, escritor y artista español.
- 1950: Julio Fraile Merino, biólogo español.
- 1951: Mary McAleese, política y presidenta irlandesa.
- 1953: Marco Abbondanza, cirujano y oftalmólogo italiano.
- 1954: Juan Burgos Ladrón de Guevara, jurista español.
- 1954: Pilar Cisneros Gallo, periodista costarricense.

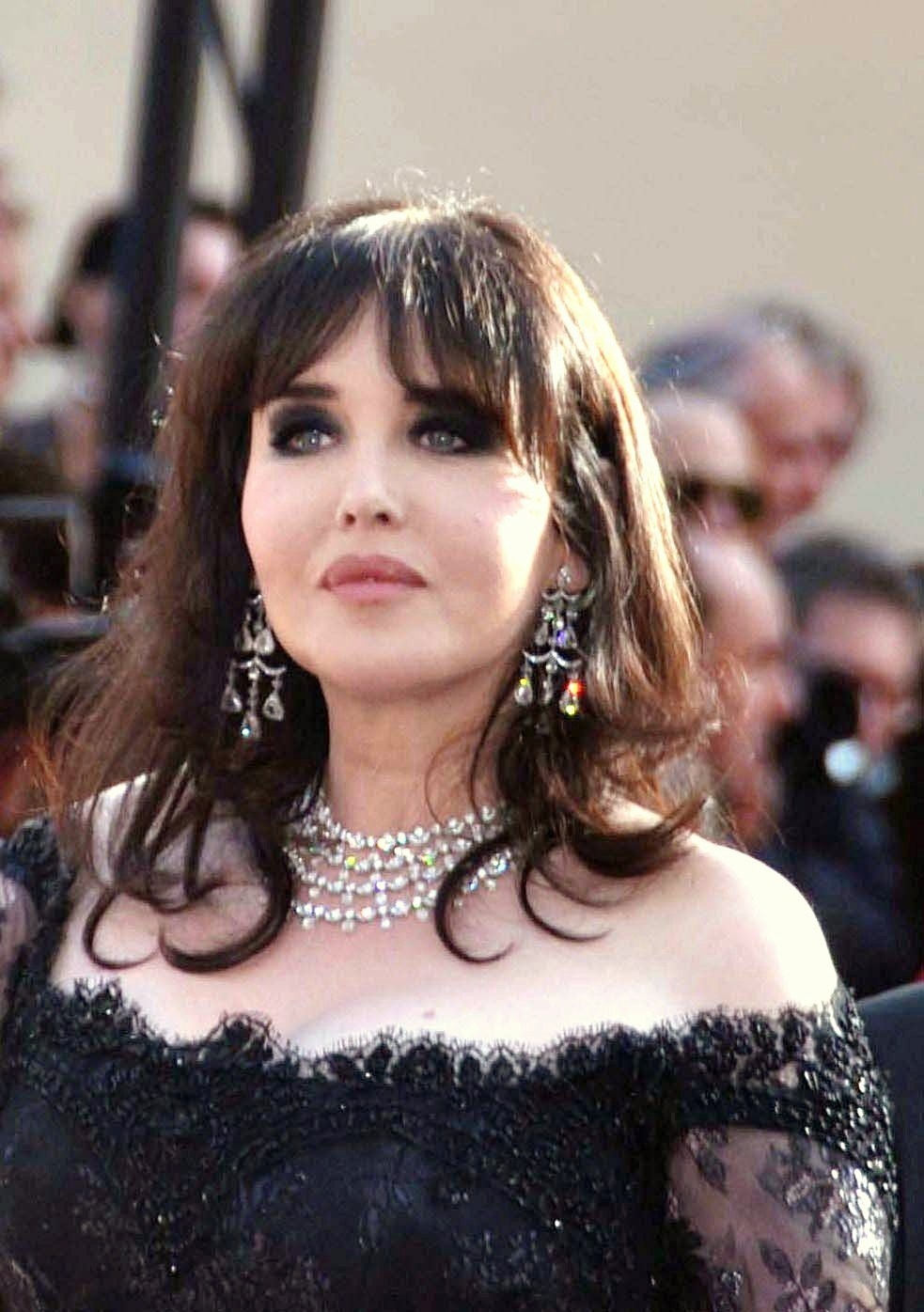
Isabelle Adjani.

- 1955: Isabelle Adjani, actriz y cantante francesa.
- 1955: Fernando Araújo Perdomo, político colombiano.
- 1956: Larry Christiansen, ajedrecista estadounidense.
- 1956: Scott Cunningham, escritor estadounidense (f. 1993).
- 1956: Ted Haggard, predicador estadounidense.
- 1956: Juan Caballero Lora, futbolista peruano.
- 1957: Gabriella Dorio, atleta italiana.
- 1957: Geir Ivarsøy, informático noruego (f. 2006).
- 1957: Carlos Monti, periodista argentino.
- 1958: Jim Cartwright, dramaturgo y actor británico.
- 1958: Guillermo Fernández Vara, político español.
- 1958: Lisa Germano, músico estadounidense, de las bandas OP8 y Eels.

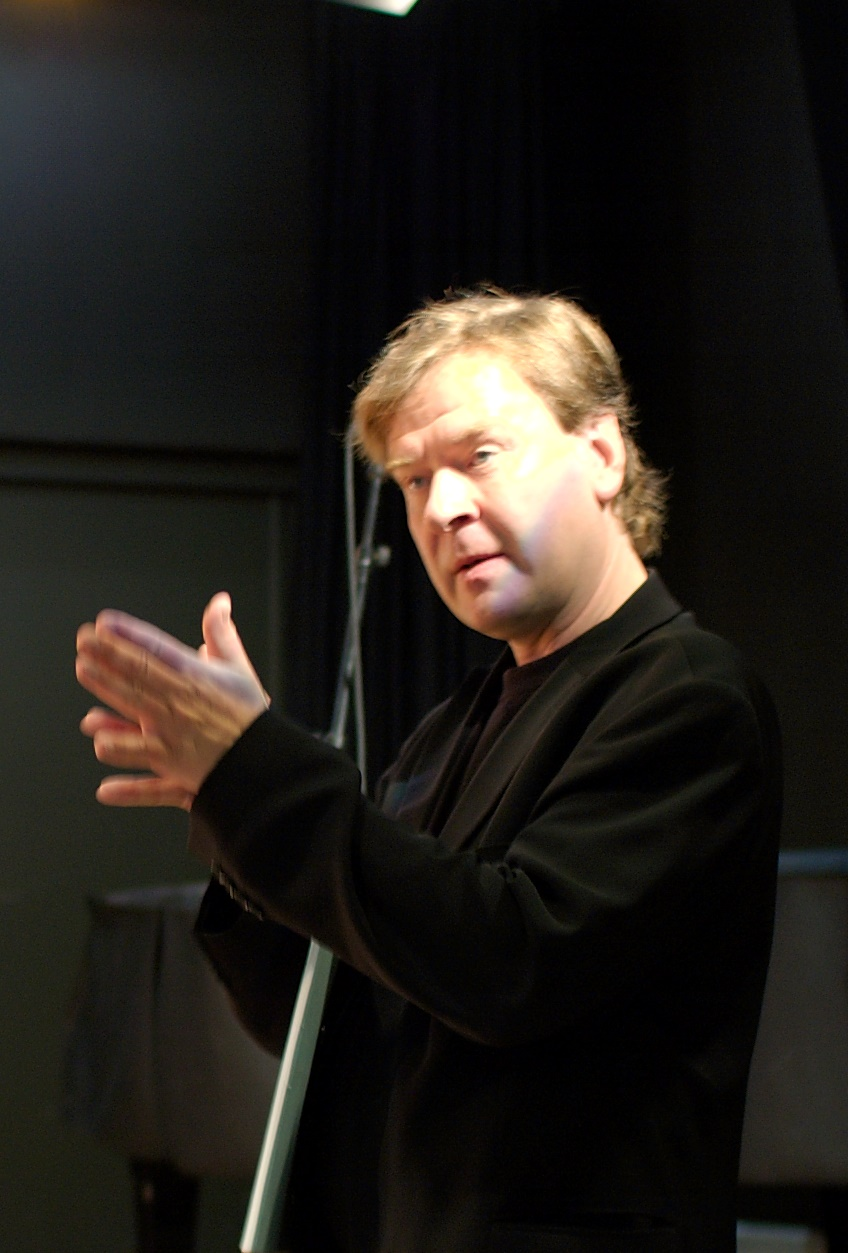
Magnus Lindberg.

- 1958: Magnus Lindberg, compositor y pianista finlandés.
- 1958: Eduardo Osorio, escritor mexicano.
- 1959: Francisco Bonet Serrano, futbolista español.
- 1959: Dan Jurgens, escritor e ilustrador estadounidense.
- 1959: Hennadiy Kernes, empresario y político ucraniano (f. 2020).
- 1960: David Cholmondeley, aristócrata británico.
- 1960: Craig Hodges, baloncestista estadounidense.
- 1960: Axel Rudi Pell, guitarrista alemán.
- 1961: Malí Guzmán, escritora uruguaya de literatura infantil.
- 1962: Michael Ball, actor y cantante británico.
- 1962: Ollanta Humala, militar y político peruano, presidente del Perú entre 2011 y 2016.
- 1962: Tony Leung, actor de Hong Kong.
- 1964: Chuck Person, baloncestista estadounidense.
- 1965: Juanjo Artero, actor español.
- 1965: Pablo Bengoechea, futbolista uruguayo.
- 1965: Trifon Ivanov, futbolista búlgaro.

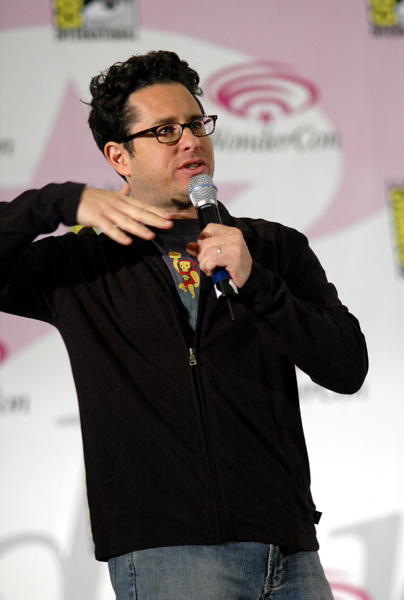
J. J. Abrams.

- 1966: J. J. Abrams, cineasta estadounidense.
- 1966: Gabriel Abrines, baloncestista español.
- 1966: Fabián Carrizo, futbolista argentino.
- 1966: Paul Martin, actor peruano.
- 1966: Mercedes Paz, tenista argentina.
- 1966: Julián Weich, conductor de televisión argentino.
- 1967: Sofío Ramírez Hernández, político mexicano.
- 1968: Miqui Puig, músico español, de la banda Los Sencillos.
- 1968: Milva Gauto, conductora de televisión y radio paraguaya.
- 1968: Héctor Sandarti, actor y conductor guatemalteco residente en México.
- 1969: Santi Amodeo, cineasta español.
- 1969: Javier Coronas, humorista español.
- 1969: Alessandro Esseno, compositor italiano.
- 1969: Draco Rosa músico de origen puertorriqueño.

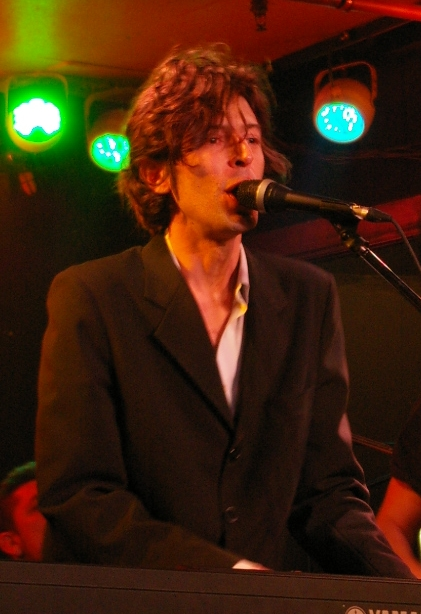
Andy Chango.

- 1970: Andy Chango, músico argentino.
- 1970: Cecily von Ziegesar, novelista estadounidense.
- 1971: Dipendra Bir Bikram Shah, rey de Nepal en 2001 (f. 2001).
- 1971: Jason Cropper, guitarrista estadounidense, de la banda Weezer.
- 1971: Jo Frost, escritora y niñera británica.
- 1971: Marcelino García Alonso, ciclista español.
- 1971: Serginho, futbolista brasileño.
- 1972: Víctor Cancino, futbolista chileno.
- 1973: Gustavo Campagnuolo, futbolista argentino.
- 1973: Olve Eikemo, músico noruego, de las bandas Immortal y Old Funeral.
- 1973: Francisca Gavilán, actriz chilena.
- 1973: George Hincapie, ciclista estadounidense.
- 1973: Gonzalo López-Gallego, cineasta español.
- 1973: Cristina Mazas, política española.
- 1973: Manuel Sarmiento, actor colombiano.
- 1974: Christian Kane, cantante y actor estadounidense.
- 1974: Markus Zberg, ciclista suizo.
- 1974: Satoshi Yoneyama, futbolista japonés.
- 1974: Naoki Urata, futbolista japonés.
- 1974: Kazuki Sato, futbolista japonés.
- 1975: Asier Etxeandía, actor y cantante español.

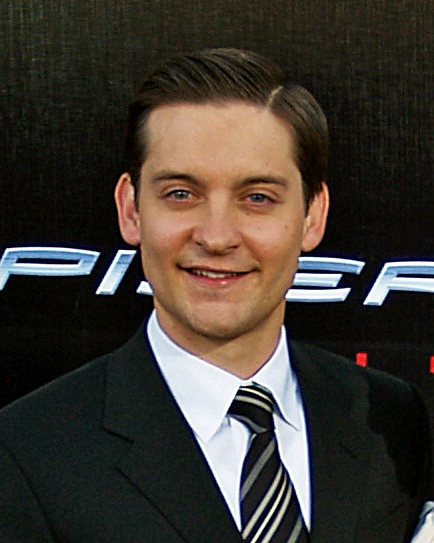
Tobey Maguire.

- 1975: Tobey Maguire, actor estadounidense.
- 1975: Esteban Suárez, futbolista español.
- 1976: Leigh Nash, cantante estadounidense, de la banda Sixpence None the Richer.
- 1976: Wagner Moura, actor brasileño.
- 1976: Johnny Estrada, beisbolista estadounidense.

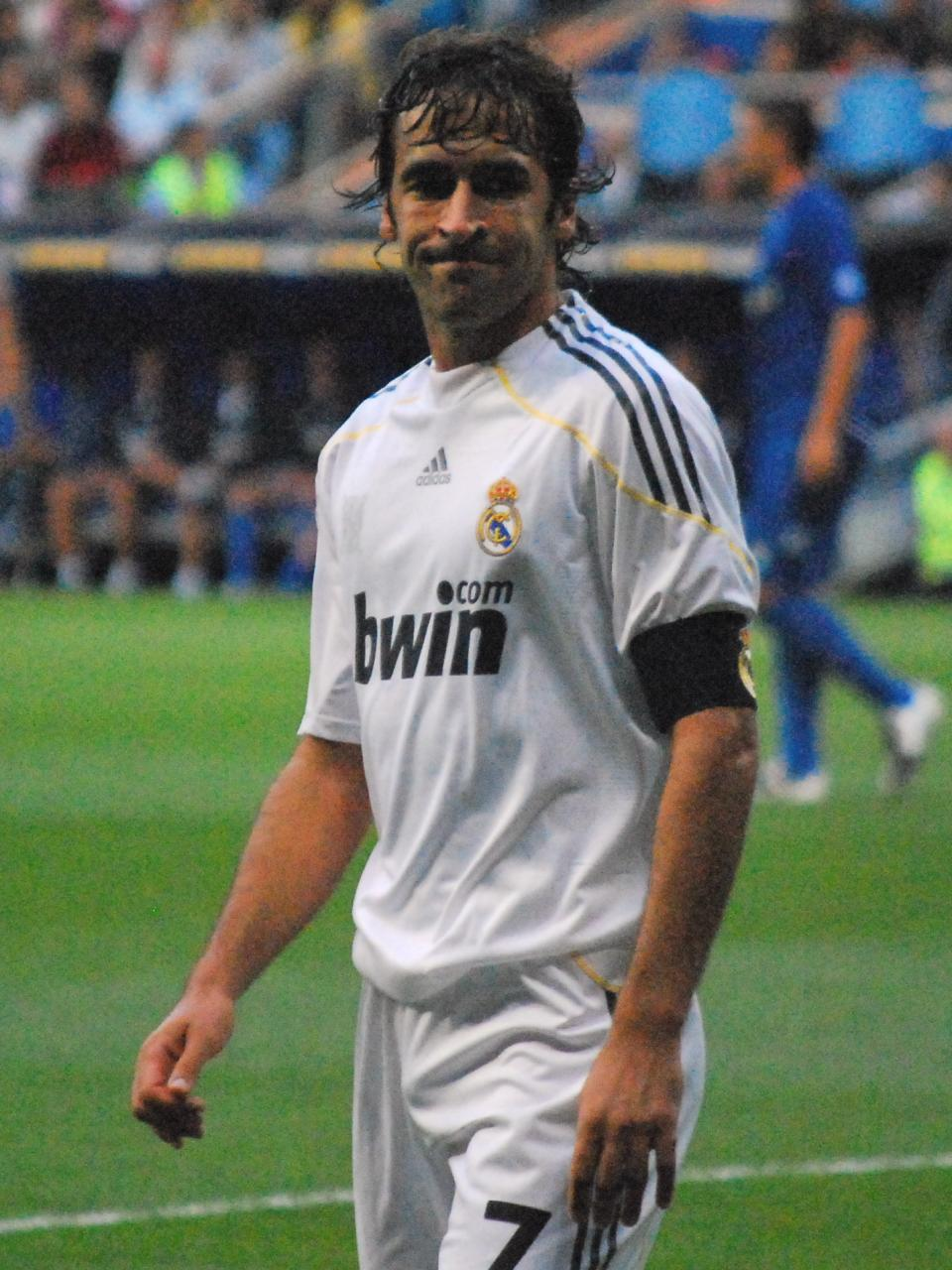
Raúl González.

- 1977: Dan Andriano, bajista estadounidense, de la banda Alkaline Trio.
- 1977: Manuel Feijóo, actor y guionista español.
- 1977: Esteban Bigliardi, actor argentino.
- 1977: Galo Ghigliotto, escritor chileno.
- 1977: Raúl González, futbolista español.
- 1977: Arkadiusz Radomski, futbolista polaco.
- 1977: Danijel Šarić, jugador bosnio de balonmano.
- 1977: Agustín Torres Ibarrola, político mexicano.
- 1978: Malik Allen, baloncestista estadounidense.
- 1978: Iñaki Bea Jauregi, futbolista español.
- 1978: Joaquín Sorribas, futbolista español.
- 1978: Haruhiko Sato, futbolista japonés.
- 1979: Fabiano Lima Rodrigues, futbolista brasileño.
- 1979: Lauren Michelle Hill, modelo y actriz estadounidense.
- 1979: Fabrizio Miccoli, futbolista italiano.
- 1980: Hugo Campagnaro, futbolista argentino.
- 1980: Allan Davis, ciclista australiano.
- 1980: Leandro García Morales, baloncestista uruguayo.
- 1980: Martín Góngora, futbolista uruguayo.
- 1981: Rubén Castro, futbolista español.
- 1981: Martina García, actriz colombiana.
- 1981: Cléber Santana, futbolista brasileño (f. 2016).
- 1981: Majida Issa, actriz y cantante colombiana de ascendencia italiana y libanesa.
- 1981: Basheer Saeed, futbolista emiratí.
- 1981: Manabu Kubota, futbolista japonés.
- 1981: Kenji Hada, futbolista japonés.
- 1982: Marcos del Ojo, guitarrista español, de la banda Los Delinqüentes.
- 1982: Myka Meier, instructora y emprendedora estadounidense-británica.
- 1982: Hideto Inoue, futbolista japonés.
- 1983: Lorik Cana, futbolista albanés.
- 1983: Jim Johnson, beisbolista estadounidense.
- 1983: Alsou Ralifovna, cantante rusa.
- 1983: Evan Taubenfeld, guitarrista estadounidense.
- 1984: Rocío Guirao Díaz, modelo argentina.
- 1984: José Holebas, futbolista griego.
- 1984: Gökhan İnler, futbolista suizo.
- 1984: Khloé Kardashian, celebridad y socialité estadounidense.
- 1984: Emma Lahana, actriz y cantante neozelandesa.
- 1984: Piotr Petasz, futbolista polaco.
- 1984: Tamara, cantante española.
- 1985: Svetlana Kuznetsova, tenista rusa.
- 1985: Nico Rosberg, piloto germano-finés de Fórmula 1.
- 1985: Emison da Conceiçao, futbolista brasileño.
- 1985: Hiroyuki Taniguchi, futbolista japonés.
- 1986: Mike Bahía, es un cantautor y compositor de canciones colombiano.
- 1986: Drake Bell, músico y actor estadounidense.
- 1986: Gastón Cellerino, futbolista argentino.
- 1986: Sam Claflin, actor británico.
- 1986: LaShawn Merritt, atleta estadounidense.
- 1986: Fabián Orellana, futbolista chileno.
- 1987: Jonathan Álvarez, futbolista colombiano.
- 1987: Jean-Francois Christophe, futbolista francés.
- 1987: Ed Westwick, actor británico.
- 1987: Jehad Al Baour, futbolista sirio.
- 1988: Sandra Alvarenga, batería española, de la banda Black Veil Brides.
- 1988: Tomasz Cywka, futbolista polaco.
- 1988: Landry Fields, baloncestista estadounidense.
- 1988: Alanna Masterson, actriz estadounidense.
- 1988: Luka Mezgec, ciclista esloveno.
- 1988: Ivan Kovačec, futbolista croata.
- 1988: Matt Wilson, actor australiano.
- 1989: Matthew David Lewis, actor británico.
- 1989: Hwang Seok-ho, futbolista surcoreano.
- 1989: Soichi Tanaka, futbolista japonés.
- 1989: Carlos Opazo, futbolista chileno.
- 1989: Julio Bernárdez Barrios, futbolista hondureño.
- 1990: Nicolás Aguirre, futbolista argentino.

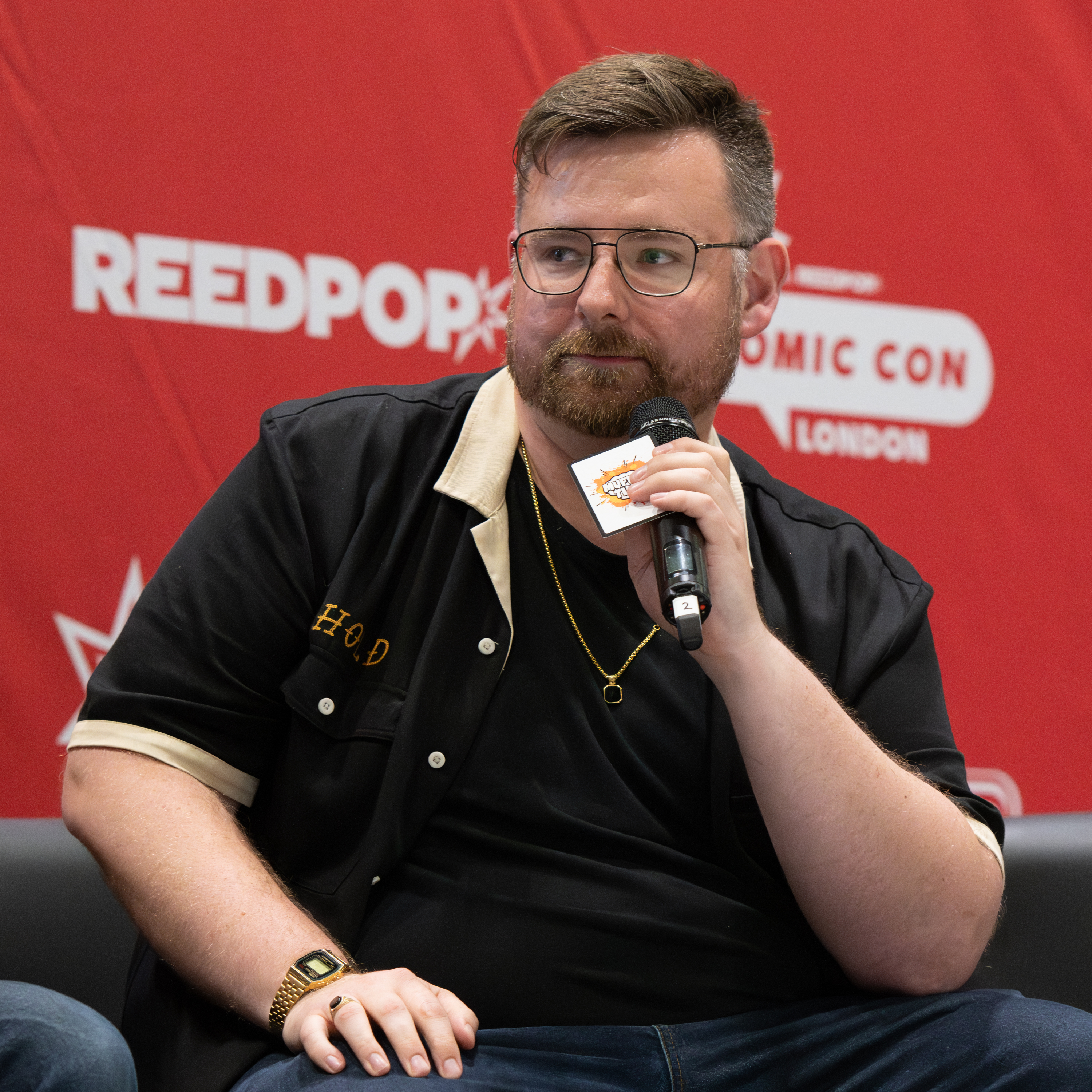
Tomska

- Tomska1990: Aselin Debison, cantante canadiense.
- 1990: Taylor Phinney, ciclista estadounidense.
- 1990: Tomska, youtuber británico.
- 1991: Germán Pezzella, futbolista argentino.
- 1991: Jordy Clasie, futbolista neerlandés.
- 1992: Tsubasa Honda, actriz y modelo japonesa.
- 1992: Michał Daszek, balonmanista polaco.
- 1992ː Emma D'Arcy, actriz británica
- 1993: Luís Rocha, futbolista portugués.
- 1993: Brenda Pérez, futbolista española.
- 1995: Otar Kakabadze, futbolista georgiano.
- 1995: Yuki Ikeya, futbolista japonés.
- 1995: Glódís Perla Viggósdóttir, futbolista islandesa.
- 1996: Lauren Jauregui, cantante estadounidense.
- 1996: Niklas Hauptmann, futbolista alemán.
- 1996: Yavuz Aygün, futbolista turco.
- 1996: Franklin Carabalí, futbolista ecuatoriano.
- 1996: Damjan Marjanović, futbolista esloveno (f. 2016).
- 1997: Felix Dean, actor australiano.
- 1997: H.E.R., cantante, compositora y multinstrumentista estadounidense.
- 1997: Paulino de la Fuente, futbolista español.
- 1997: Yordan Álvarez, beisbolista cubano.
- 1997: Shannon Purser, actriz estadounidense.
- 1997: Tomás Leonides López, futbolista argentino.
- 1997: Kevin Vásquez Saldivia, futbolista chileno.
- 1997: Ben Skowronek, jugador de fútbol americano estadounidense.
- 1997: Lee Ha-Rim, judoka surcoreano.
- 1997: Kim Kalicki, pilota de bobsleigh alemana.
- 1998: Joaquín Varela, futbolista uruguayo.
- 1998: Jean-Ricner Bellegarde, futbolista francés.
- 1998: Sodai Hasukawa, futbolista japonés.
- 1998: Leo Takae, futbolista japonés.
- 1999: Chandler Riggs, actor estadounidense.
- 1999: Aitana, cantante española.
- 1999: Alexis Saelemaekers, futbolista belga.
- 1999: Hiroki Okui, futbolista japonés.
- 1999: Ryotaro Tsunoda, futbolista japonés.
- 1999: Delvis Santos, atleta portugués.
- 2000: Kastriot Imeri, futbolista suizo.
- 2000: Ignacio Díaz Barragán, futbolista español.
- 2000: Shimpei Fukuoka, futbolista japonés.
- 2000: Braian Ojeda, futbolista paraguayo.
- 2000: Bancy Hernández, futbolista nicaragüense.
- 2000: Isabelle Petter, jugadora de hockey sobre césped británica.
- 2001: Mathias Kjølø, futbolista noruego.
- 2004: Cristhian Mosquera, futbolista español.
- 2004: Hugo Larsson, futbolista sueco.

## Fallecimientos
- 444: Cirilo de Alejandría, santo egipcio (n. c. 370).
- 1066: Arialdo de Milán, santo cristiano (n. 1010).
- 1162: Eudes II de Borgoña, aristócrata francés (n. 1118).
- 1194: Sancho VI el Sabio, rey navarro (n. 1134).
- 1296: Florencio V, rey neerlandés (n. 1254).

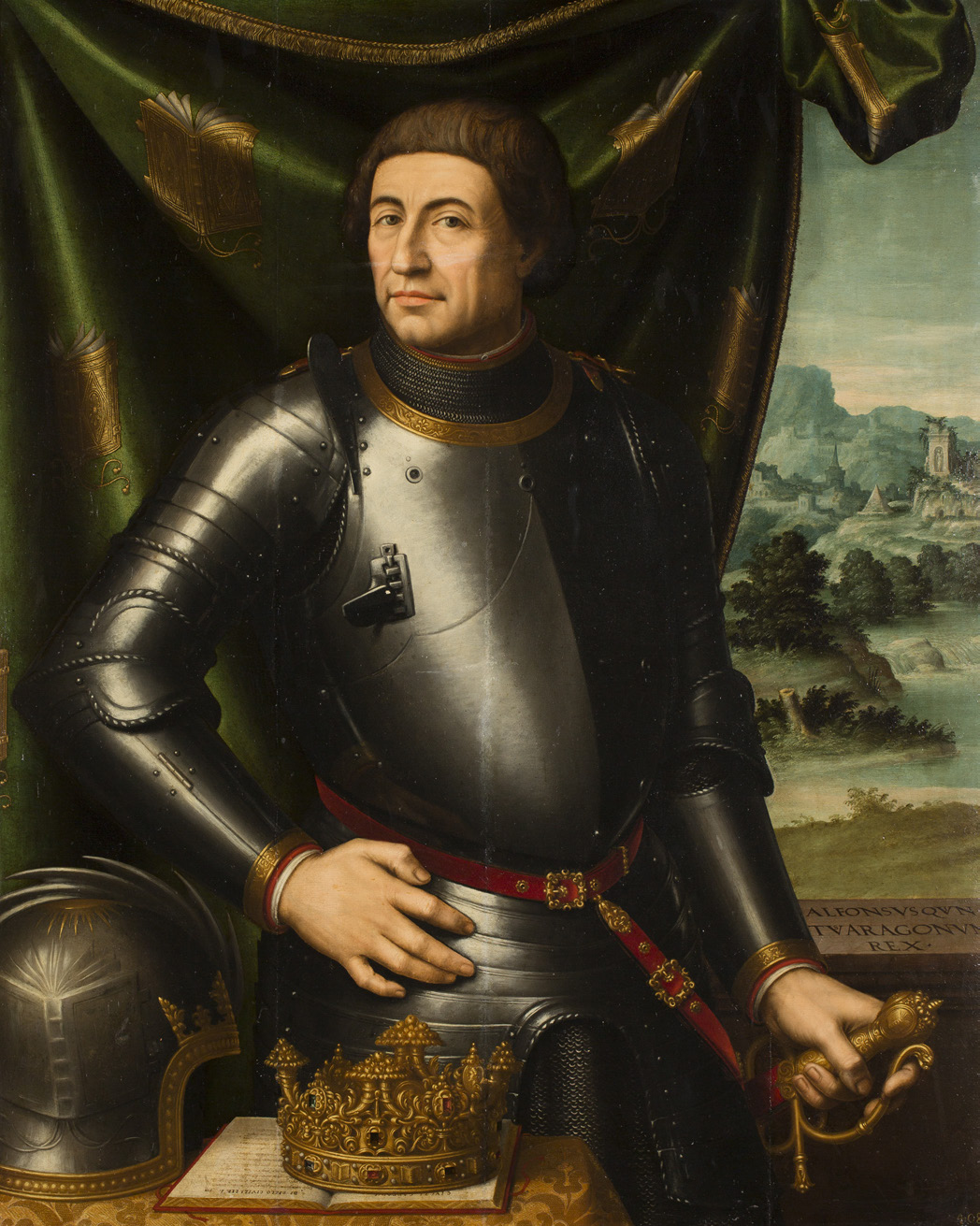
Alfonso V de Aragón

- 1458: Alfonso V, rey aragonés (n. 1396).
- 1558: Caupolicán, caudillo mapuche chileno ejecutado por los españoles.
- 1540: Antonio de Montesinos, misionero y fraile dominico español (n. 1475).
- 1543: Agnolo Firenzuola, poeta italiano (n. 1493).
- 1574: Giorgio Vasari, pintor, arquitecto e historiador italiano (n. 1511).
- 1617: Giovanni Botero, economista y estadista italiano (n. 1533).
- 1636: Date Masamune, señor de la guerra japonés (n. 1567).
- 1638: Cirilo Lukaris, patriarca de la Iglesia Ortodoxa (n. 1572).
- 1655: Leonor Gonzaga, aristócrata española, esposa del rey Fernando II de Habsburgo (n. 1598).
- 1720: Guillaume Amfrye de Chaulieu, poeta francés (n. 1639).
- 1729: Élisabeth Jacquet de La Guerre, compositora francesa (n. 1665).
- 1746: Andrés Luis López-Pacheco y Osorio, aristócrata español (n. 1710).
- 1774: Samuel Gottlieb Gmelin, médico, botánico y explorador alemán (n. 1744).
- 1794: Wenzel Anton Graf Kaunitz, aristócrata austriaco (n. 1711).
- 1814: Hermenegildo Galeana, militar mexicano (n. 1762).
- 1816: Domenico Vandelli, naturista italiano (n. 1735).

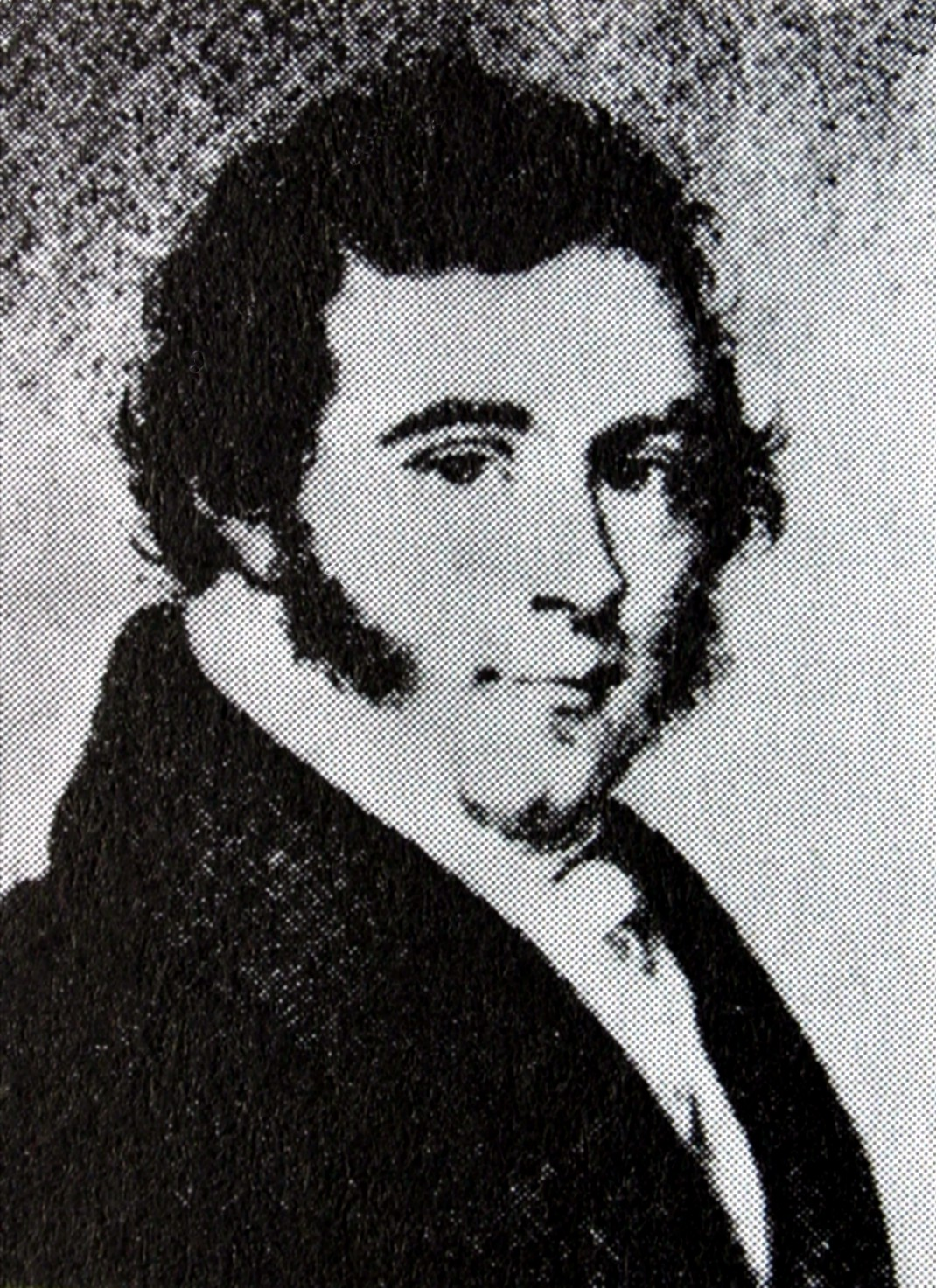
Pierre Antoine Delalande.

- 1823: Pierre Antoine Delalande, naturista y explorador francés (n. 1787).
- 1829: James Smithson, científico y filántropo británico (n. 1765).
- 1831: Sophie Germain, matemática francesa (n. 1766).
- 1836: Claudio José Rouget de Lisle, músico y militar francés, autor de La Marsellesa.
- 1839: Allan Cunningham, botánico y explorador británico (n. 1791).
- 1839: Ranjit Singh, aristócrata indio, primer majarás del Reino sij (n. 1780).
- 1844: Joseph Smith, fundador del mormonismo (n. 1805).
- 1860: Roque Alvarado, militar y político argentino (n. 1793).
- 1873: Hiram Powers, escultor estadounidense (n. 1805).
- 1874: Manuel Gutiérrez de la Concha, militar y político español (n. 1808).
- 1876: Harriet Martineau, socióloga, economista, filósofa y activista inglesa (n. 1802).

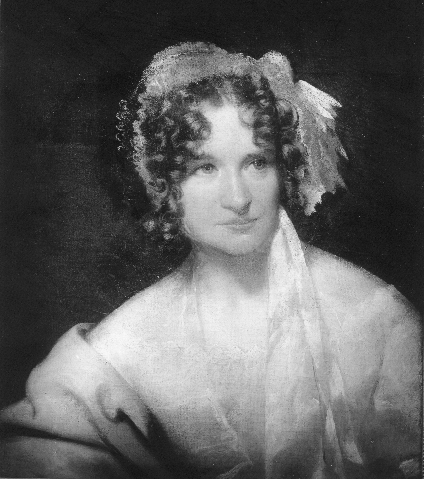
Sarah Helen Whitman.

- 1878: Sarah Helen Whitman, poetisa estadounidense (n. 1803).
- 1879: John Laird Mair Lawrence, diplomático británico (n. 1811).
- 1905: Harold Mahony, tenista irlandés (n. 1867).
- 1907: Elizabeth Cabot Agassiz, educadora y naturalista estadounidense (n. 1822).
- 1910: José María Bustillo, militar y político argentino (n. 1816).
- 1911: Manuel José Olascoaga, militar, ingeniero y explorador argentino (n. 1835).
- 1913: Philip Sclater, zoólogo británico (n. 1829).
- 1917: Blai Maria Colomer, compositor español (n. 1840).
- 1919: Francisco Javier Ugarte Pagés, político español (n. 1852).
- 1922: Magdalena Santiago Fuentes, pedagoga y escritora española (n. 1873).
- 1927: Rafael Almansa, sacerdote colombiano (n. 1840).
- 1927: Thomas Somerscales, pintor británico (n. 1842).
- 1929: Paul Groussac, escritor y bibliotecario argentino (n. 1848).
- 1932: Francis P. Duffy, sacerdote estadounidense (n. 1871).
- 1943: Alfredo González Prada, escritor peruano (n. 1891).
- 1944: Milan Hodža, político eslovaco (n. 1878).
- 1944: Vera Menchik, ajedrecista rusa, primera campeona mundial de ajedrez; asesinada durante un bombardeo alemán a Londres (n. 1906).
- 1945: Nikolái Cherepnín, compositor y pianista ruso (n. 1873).
- 1949: Alejandro Lerroux, político español (n. 1864).

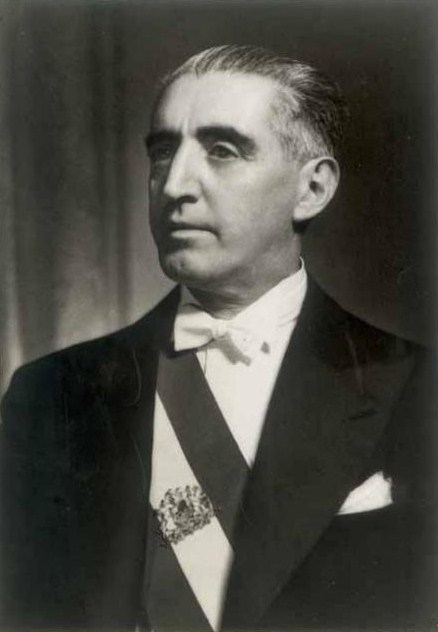
Juan Antonio Ríos.

- 1946: Juan Antonio Ríos, presidente chileno (n. 1888).
- 1950: Henrique Avril, fotógrafo venezolano (n. 1866).
- 1950: Maurice Charles Pierre Langeron, médico francés (n. 1874).
- 1952: Max Dehn, político alemán (n. 1878).
- 1952: Krastyo Hadzhiivanov, poeta búlgaro (n. 1929).
- 1952: José Miguel de la Quadra-Salcedo, arquitecto español (n. 1891).
- 1954: Maximilian von Weichs, militar alemán (n. 1881).
- 1957: Hermann Buhl, montañero austriaco (n. 1924).
- 1959: Elías de Borbón-Parma, aristócrata español (n. 1880).
- 1959: Giovanni Pastrone, cineasta italiano (n. 1883).
- 1960: Lottie Dod, tenista británica (n. 1871).
- 1967: Bartolomé de la Colina, militar argentino y uno de los fundadores de la Fuerza Aérea Argentina (n. 1894).
- 1969: Emilio Jáuregui, periodista y sindicalista argentino (n. 1940).
- 1970: Pierre Mac Orlan, escritor francés (n. 1883).
- 1974: Jaime López, futbolista mexicano (n. 1949).
- 1978: Daniel Palau, escultor argentino (n. 1896).
- 1980: Walter Dornberger, militar alemán (n. 1895).
- 1982: Gunnar Malmquist, astrónomo sueco (f. 1893).
- 1983: Manuel Giúdice, futbolista argentino (f. 1918).
- 1984: Robert Goffin, ensayista belga (n. 1898).
- 1986: Jean Lacroix, filósofo francés (f. 1900).
- 1988: Aparicio Méndez, político y dictador uruguayo (n. 1904).
- 1988: José Ignacio Palma, político chileno (n. 1910).
- 1989: Jack Buetel, actor estadounidense (n. 1915).
- 1989: Alfred Jules Ayer, pedagogo y filósofo británico (n. 1910).

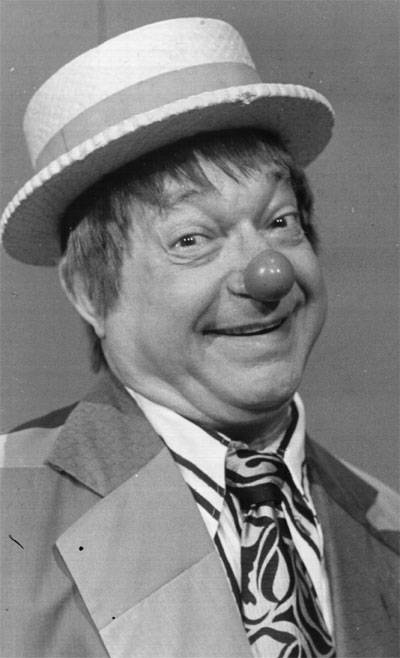
José Marrone.

- 1990: José Marrone, actor argentino (n. 1915).
- 1992: Argelio García Rodríguez, humorista cubano (n. 1925).
- 1992: Allan Jones, cantante y actor estadounidense (n. 1907).
- 1994: Sam Hanks, piloto de automovilismo estadounidense (n. 1914).
- 1996: Albert R. Broccoli, productor estadounidense de cine (n. 1909).
- 1997: Ondino Viera, futbolista y entrenador uruguayo (n. 1901).
- 1998: Pierre Boutang, filósofo y escritor francés (n. 1916).
- 1999: Pedro Ocón de Oro, creador de pasatiempos español (n. 1932).
- 1999: Georgios Papadopoulos, político griego (n. 1919).
- 2000: Pierre Pflimlin, político francés (n. 1907).
- 2001: Darrell Huff, escritor estadounidense (n. 1913).
- 2001: La Bella Dorita, cantante y bailarina de cabaré española (n. 1901).

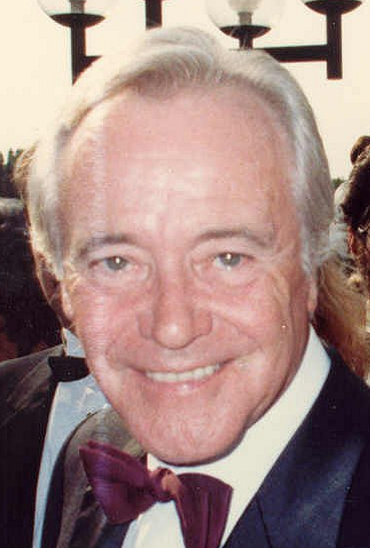
Jack Lemmon.

- 2001: Jack Lemmon, actor y director estadounidense (n. 1925).
- 2001: Tove Jansson, escritora, pintora e ilustradora finlandesa (n. 1914).
- 2001: Chico O'Farrill, director de orquesta y trompetista cubano (n. 1921).
- 2001: Atols Tapia, escritor argentino (n. 1917).
- 2002: John Entwistle, bajista estadounidense, de la banda The Who (n. 1944).
- 2002: Russ Freeman, pianista y compositor estadounidense (n. 1926).
- 2003: Carlos Bernadotte, aristócrata sueco (n. 1911).
- 2003: Rosa Graña Garland, diseñadora peruana (n. 1909).
- 2004: Carlos Botto Vallarino, compositor chileno (n. 1923).
- 2004: Jean Graczyk, ciclista francés (n. 1933).
- 2005: John T. Walton, magnate estadounidense (n. 1946).
- 2006: Robert Carrier, cocinero estadounidense (n. 1923).
- 2006: Marta Mata, política española (n. 1922).
- 2007: Liz Claiborne, diseñadora estadounidense (n. 1929).
- 2007: Silvia Merlino, actriz argentina (n. 1944).
- 2007: Emilio Ochoa, político cubano (n. 1907).
- 2008: Vinicio Gómez, político guatemalteco (n. 1960).
- 2008: Michael Turner, ilustrador estadounidense (n. 1971).
- 2009: Ernst Barkmann, militar alemán (n. 1919).
- 2009: Victoriano Crémer, poeta y novelista español (n. 1906).
- 2009: Pilar Salarrullana, política y escritora española (n. 1937).
- 2009: Gale Storm, actriz y cantante estadounidense (n. 1922).
- 2009: Roy Fowler, atleta británico (n. 1934).
- 2010: Corey Allen, cineasta estadounidense (n. 1934).
- 2010: Ken Coates, escritor británico (n. 1930).
- 2011: Jorge Augé Bacqué, periodista argentino (n. 1945).
- 2011: Juan Miralles Ostos, político e historiador mexicano (n. 1930).
- 2011: Elaine Stewart, actriz y presentadora estadounidense (n. 1930).
- 2014: Bobby Womack, cantante y músico estadounidense (n. 1944).
- 2015: Chris Squire, bajista y músico británico (n. 1948).
- 2015: Mario Losada, político argentino, senador nacional por la provincia de Misiones durante 16 años y que llegó a presidir el Senado entre 2000 y 2001 (n. 1938).[4]
- 2016: Bud Spencer, actor italiano (n. 1929).
- 2016: Alvin Toffler, escritor y futurista estadounidense (n. 1928).
- 2017: Valentín Pimstein, productor chileno de telenovelas mexicanas (n.1925).
- 2018: Joseph Jackson, boxeador, mánager y guitarrista estadounidense (n. 1928).
- 2018: Steve Ditko (o 29 de junio), historietista estadounidense, conocido por ser el cocreador de Spider-Man y Doctor Strange (n. 1927).
- 2020: Linda Cristal, actriz argentina; desarrolló su carrera en Hollywood. Recordada por su actuación en la serie de televisión El Gran Chaparral (n. 1934).
- 2020: Freddy Cole, cantante y pianista estadounidense de jazz (n. 1931).
- 2021: Willy Crook, saxofonista, guitarrista, cantante y compositor de rock argentino (n. 1965).
- 2022: Leonardo Del Vecchio, empresario italiano y fundador de Luxottica (n. 1935).
- 2023: Carmen Sevilla, actriz, cantante y presentadora de televisión española (n. 1930).
- 2023: Aldo Proietto, periodista deportivo argentino (n. 1945).

## Celebraciones
- Día de las Microempresas y las Pequeñas y Medianas Empresas.

- Día del Cajero Automático.[5]
Se celebra cada 27 de junio, conmemorando la inauguración del primer cajero automático en Enfield (Londres), en 1967. Es el día para recordar la invención que revolucionó el acceso al efectivo y la forma en que la gente interactúa con los servicios bancarios.

- Día Mundial del Microbioma.

Salud
- Día Internacional de la Sordoceguera.
Declarado como homenaje al natalicio de Helen Keller.

- Día de la Concientización sobre el Trastorno del Estrés Postraumático (TEPT).

Por países
(Por orden alfabético)
- Alemania:
  - Día de los siete durmientes.
(en alemán: Siebenschläfertag).
(en inglés: Seven Sleepers' Day).

- Argentina:
  - Día Nacional del Boludo.[6]
Se instauró el 27 de junio de 2009, por un conjunto de influencers, bloggeros y creadores de contenidos como forma de protesta contra aquellas personas que transgreden las normas y abusan de la llamada "viveza criolla". Según esta agencia de profesionales digitales, las personas que hacen lo correcto todo el tiempo son denominadas, en la jerga popular, como "boludos".[7]Busca destacar los buenos valores de las personas.
  - Día del Biólogo.[8]
El 27 de junio fue instituido como Día del Biólogo porque en esa fecha de 1812 se realizó el primer acto oficial vinculado a esta profesión en el país: fue por resolución del Triunvirato, a través de Bernardino Rivadavia, que se dio principio al establecimiento en la Capital de un Museo de Historia Natural.
  - Día Nacional de la Prueba de detección del VIH.[9]
  - Día del Trabajador del Estado. (en disputa legal).[10]
Este feriado en la administración estatal tuvo polémica en la arena pública y política por considerar que perpetúa prácticas señaladas como desfasadas respecto a la realidad actual del mercado laboral en Argentina.
  -  Misiones:
    - Día de la Provincia de Misiones.[11]
Se conmemora el inicio de las instituciones democráticas del primer Gobierno Provincial. A través de la Ley VI – N.º 93 (Antes Ley 3858). Sancionada el 27 de junio de 2002.

- Brasil:
  - Día del Mestizo.

- Canadá:
  - Día del Multiculturalismo en Canadá.
(en inglés: Canadian Multiculturalism Day).

- Colombia:
  - Día Nacional del Café.
En conmemoración de la fundación de la Federación de Cafeteros.
  - Día Nacional del Servidor Público.

- España
  - Día de Homenaje a las Víctimas del Terrorismo.
  - Día del Optimismo y Hospitalizado.

- Estados Unidos
  - Día de Hellen Keller.
(en inglés: Helen Keller Day).

- República Checa:
  - Conmemoración por el Día de las Víctimas del Régimen Comunista.[12]
Recuerda la ejecución de la abogada y política Milada Horáková. Otros tres opositores cumplieron la pena de muerte junto a ella el 27 de junio de 1950.

- Tayikistán:
  - Día de la Unidad.
(en inglés: Unity Day).

- Turkmenistán:
  - Día de los trabajadores turcomanos de la cultura, el arte y la poesía de Magtymguly Pyragy.
(en inglés: Day of Turkmen Workers of Culture and Art and poetry of Magtymguly Pyragy).

- Venezuela:
  - Día del Periodista.

- Yibuti:
  - Día nacional de Yibuti.

### Santoral católico

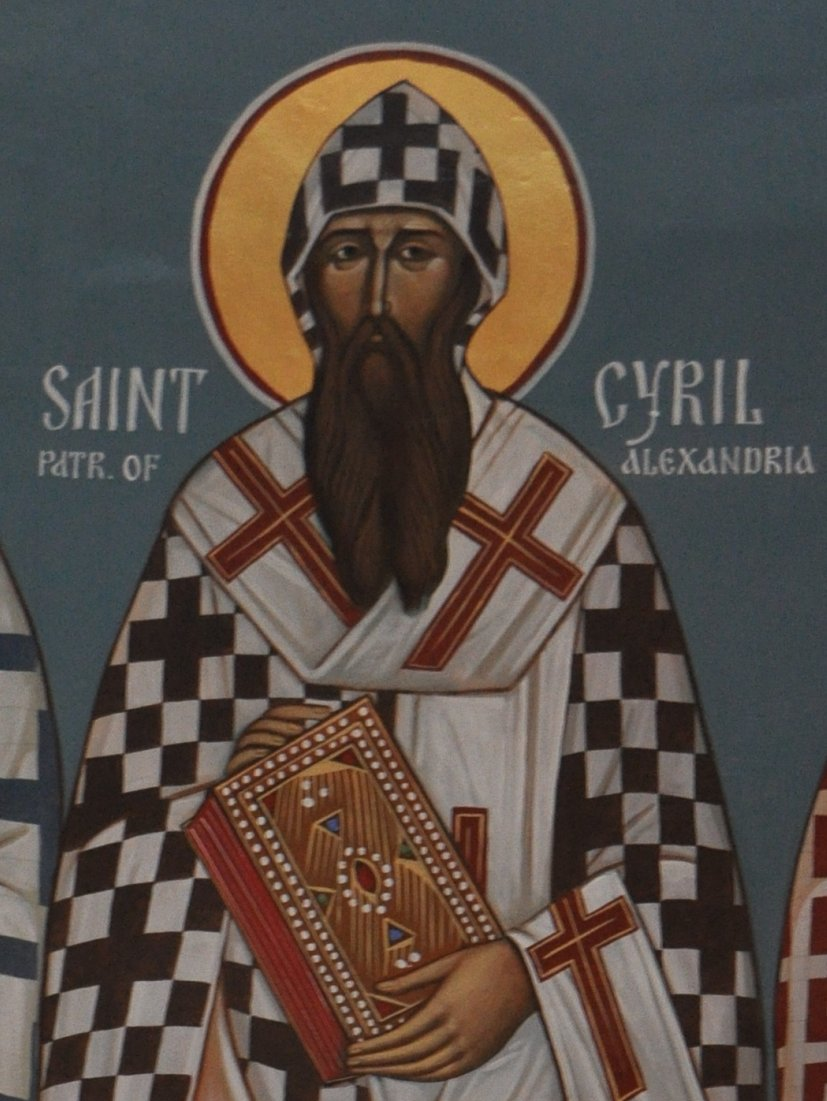
San Cirilo de Alejandría.

- Nuestra Señora del Perpetuo Socorro.[13]
- Santa Gudena de Cartago, mártir (203).[14]
- San Zoilo de Córdoba, mártir (303).[14]
- San Cirilo de Alejandría, obispo y doctor de la Iglesia (444).[14](imagen ilustrativa).
- San Sansón de Constantinopla, presbítero (560).[14]
- San Juan de Chinon, presbítero (s. VI).[14]
- San Arialdo de Milán, diácono y mártir (1066).[14]
- Beato Bienvenido de Gubbio, (c. 1232).[14]
- Santo Tomás Toán, mártir (1840).[14]
- Beata Margarita Bays, virgen (1879).[14]
- Beata Luisa Teresa Montaignac de Chauvance, virgen (1885).[14]